# Мистельбах (Верхняя Франкония)
Мистельбах (нем. Mistelbach) — община  в Германии, в Республике Бавария.
Подчиняется административному округу Верхняя Франкония. Входит в состав района Байройт. Население составляет 1619 человек (на 31 декабря 2010 года). Занимает площадь 6,12 км². Местные регистрационные номера транспортных средств (коды автомобильных номеров) (нем. Kraftfahrzeugkennzeichen) — BT.

## Население
По оценке на 31 декабря 2015 года население общины Мистельбах составляет 1594 чел. 

| Дата      | 1840 | 1871 | 1900 | 1925 | 1939 | 1950 | 1961 | 1970 | 1987 | 2011 |
| --------- | ---- | ---- | ---- | ---- | ---- | ---- | ---- | ---- | ---- | ---- |
| Население | 518  | 570  | 639  | 692  | 915  | 1415 | 1205 | 1340 | 1502 | 1614 |

| Год       | 1960 | 1970 | 1980 | 1990 | 2000 | 2009 | 2010 | 2011 | 2012 | 2013 | 2014 | 2015 |
| --------- | ---- | ---- | ---- | ---- | ---- | ---- | ---- | ---- | ---- | ---- | ---- | ---- |
| Население | 1170 | 1377 | 1472 | 1545 | 1580 | 1619 | 1619 | 1617 | 1578 | 1581 | 1584 | 1594 |